# Харви, Данкан
Да́нкан Ха́рви (англ. Duncan Harvey, 12 марта 1981, Маунт-Гамбир) — австралийский бобслеист, разгоняющий, выступающий за сборную Австралии с 2008 года. Участник двух зимних Олимпийских игр, неоднократный победитель национального первенства, различных этапов Кубка наций и Америки.

## Биография
Данкан Харви родился 12 марта 1981 года в городе Маунт-Гамбир, штат Южная Австралия. С юных лет увлекался спортом, занимался лёгкой атлетикой, в основном бегом на 110 м с барьерами — в период 2001—2007 входил в пятёрку сильнейших барьеристов страны. Однако добиться каких-либо выдающихся достижений в этой дисциплине ему не удалось, поэтому в 2008 году он решил попробовать себя в бобслее, прошёл отбор в национальную сборную и присоединился к команде в качестве разгоняющего.
Первое время соревновался на менее престижном Кубке Америки, финишировал с попеременным успехом, а на этапах в Калгари выиграл с двухместным экипажем две бронзовые медали. В феврале 2009 года дебютировал на взрослом чемпионате мира, тем не менее, на трассе американского Лейк-Плэсида смог показать только двадцать девятое время. За счёт рейтинговых очков с Кубка Северной Америки прошёл квалификацию на зимние Олимпийские игры 2010 года в Ванкувере, где в первых двух попытках разгонял двойку Кристофера Спринга (в третьей попытке его сменил разгоняющий Энтони Райан), экипаж в итоге занял двадцать второе место. Харви также должен был выступать в четвёрках, но во время тренировки их боб перевернулся, и полученные травмы вынудили спортсмена отказаться от дальнейших заездов.
После того как Спринг перешёл в сборную Канады, Харви присоединился к экипажу пилота Хита Спенса. В 2012 году они принимали участие в заездах чемпионата мира в американском Лейк-Плэсиде, по итогам соревнований двоек закрыли двадцатку сильнейших. Благодаря череде удачных выступлений удостоился права защищать честь страны на зимних Олимпийских играх 2014 года в Сочи, где финишировал двадцать шестым в программе мужских двухместных экипажей и двадцать вторым в программе четырёхместных.